# Fridrich z Pernštejna
Fridrich z Pernštejna, O.F.M. (kolem roku 1270? – 21. března 1340, Avignon) byl člen moravského rodu Pernštejnů, zřejmě vnuk Štěpána z Medlova. Byl určen k duchovní kariéře, stal se členem františkánského řádu, v roce 1304 byl jmenován arcibiskupem v Rize. Jeho působení bylo poznamenáno spory s Řádem německých rytířů, od roku 1325 žil na papežském dvoře v Avignonu, kde shromáždil mimořádnou knižní sbírku.